# Роберто Соріано
Роберто Соріано (італ. Roberto Soriano, нар. 8 лютого 1991, Дармштадт) — італійський футболіст, півзахисник, що грав за національну збірну Італії.

## Клубна кар'єра
Народився 8 лютого 1991 року в місті Дармштадт в родині імігрантів з італійського містечка Спероне. Розпочав займатись футболом в клубі «Дармштадт», де також грав і його старший брат Еліа. Згодом Роберто помітили скаути «Баварії», куди він і перейшов. На початку 2009 року гравця купила «Сампдорія», після чого він став виступати за її прімаверу.
Влітку 2010 року він підписав професійний контракт з генуезьким клубом і протягом сезону 2010/11 виступав на правах оренди за «Емполі» у Серії Б, взявши участь у 27 матчах чемпіонату.
Перед сезоном 2011/12 повернувся в «Сампдорію», яка сама тільки вилетіла в Серію Б. В «Сампдорії» дебютував 5 жовтня 2011 року матчі проти «Верони» (1:1). 26 травня 2012 року забив свій перший гол за клуб в матчі проти «Варезе» (1:3). Всього за перший сезон зіграв 13 матчів в Серії Б і 3 у плей-офф, який «Сампдорія» виграла і повернулась в Серію А. Після цього Соріано став основним гравцем і загалом за п'ять сезонів встиг відіграти за генуезький клуб 136 матчів у національному чемпіонаті.
У серпні 2016 року за 14 мільйонів євро став гравцем іспанського «Вільярреала». Провів в Іспанії два сезони, після чого повернувся на батьківщину, де був орендований клубом «Торіно». За команду цього клубу провів півроку, за результатами яких клуб вирішив не використовувати опцію викупу контракту гравця.
Натомість на початку 2019 року на аналогічних умовах (оренда з правом викупу) приєднався до лав «Болоньї». У цьому клубі зміг довесті свою корисність і той влітку того ж року скористався правом викупу півзахисника за 11 мільйонів євро. Загалом провів у його складі чотири з половиною сезони, був капітаном його команди. Влітку 2023 року, по завершенні контракту з «Болоньєю», залишив клуб на правах вільного агента.

## Виступи за збірні
2007 року дебютував у складі юнацької збірної Італії, взяв участь у 20 іграх на юнацькому рівні, відзначившись одним забитим голом.
Протягом 2009—2011 років залучався до складу молодіжної збірної Італії. На молодіжному рівні зіграв у 14 офіційних матчах, забив 2 голи.
10 листопада 2014 року дебютував в офіційних іграх у складі національної збірної Італії у матчі кваліфіції до Євро-2016 проти збірної Хорватії (1:1), замінивши на 28-й хвилині травмованого Мануеля Паскуаля. Наразі провів у формі головної команди країни 8 матчів.
| Дата       | Місто         | Господарі | Результат | Гості      | Турнір            | Голи | Примітки |
| ---------- | ------------- | --------- | --------- | ---------- | ----------------- | ---- | -------- |
| 16-11-2014 | Мілан         | Італія    | 1 – 1     | Хорватія   | Відбір до ЧЄ 2016 | -    | 28'      |
| 28-03-2015 | Софія (місто) | Болгарія  | 2 – 2     | Італія     | Відбір до ЧЄ 2016 | -    | 72' 88'  |
| 31-03-2015 | Турин         | Італія    | 1 – 1     | Англія     | товариський матч  | -    |          |
| 16-06-2015 | Женева        | Італія    | 0 – 1     | Португалія | товариський матч  | -    | 59' 54'  |
| 03-09-2015 | Флоренція     | Італія    | 1 – 0     | Мальта     | Відбір до ЧЄ 2016 | -    | 78'      |
| 13-10-2015 | Рим           | Італія    | 2 – 1     | Норвегія   | Відбір до ЧЄ 2016 | -    |          |
| 13-11-2015 | Брюссель      | Бельгія   | 3 – 1     | Італія     | товариський матч  | -    | 60'      |
| 17-11-2015 | Болонья       | Італія    | 2 – 2     | Румунія    | товариський матч  | -    | 60'      |
| Усього     |               | Матчів    | 8         |            | Голів             | 0    |          |